# 팔푼 며느리
《팔푼이 며느리》는 한국에서 제작된 심우섭 감독의 1968년 영화이다. 남정임 등이 주연으로 출연하였고 우기동 등이 제작에 참여하였다.

## 출연

### 주연
- 남정임: 순녀 역
- 구봉서: 만복 역
- 서영춘: 달근 역

### 조연
- 양훈: 양태욱 역
- 도금봉: 윤여사 역
- 백일섭: 갑수 역
- 김순철: 태평 역
- 김소은: 영희 역
- 성인경
- 김정옥
- 전숙
- 지계순
- 이예성
- 태일
- 태무진
- 지방열
- 경윤수
- 김지영
- 석귀녀

## 제작진
- 세기상사주식회사 작품
- 기획: 김한일, 이종택
- 각본: 김경일, 홍종원
- 촬영: 김인용
- 조명: 강용신
- 미술: 송백규
- 음악: 정민섭
- 효과: 최형래
- 소품: 김성순
- 편집: 장현수
- 녹음: 한양녹음실
- 현상: 한양현상소
- 감독보: 이민욱
- 촬영보: 심동섭
- 조명보: 이춘재
- 제작부장: 김정수
- 제작주임: 추병원
- 진행: 권봉주
- 제작: 우기동
- 감독: 심우섭